# Club de Fútbol Pachuca
El Club de Fútbol Pachuca és un equip professional de futbol de la Primera divisió de Mèxic, la seva seu és a la ciutat de Pachuca, a l'estat d'Hidalgo.

## Història
Emigrants miners de Cornualla que treballaven a la Compañía Real del Monte de Pachuca, fundaren el Pachuca Athletic Club el 1892. És un dels clubs mexicans més antics i el més antic en actiu. L'any 1902 fou un dels membres fundadors de la Lliga Amateur del Districte Federal. Fou campió de la competició les temporades 1904-05, 1917-18, i 1919-20. També fou campió de Copa el 1906-07, 1911-12 i 1965-66.
El club va desaparèixer del futbol nacional del 1922 a 1950. El 1951 va retornar a la competició a la recent creada Segona Divisió. El 1958 deixa l'antic estadi Margarito Ramírez per a mudar-se a l'Estadi Revolución Mexicana que ocuparia fins al 1993, any en què es traslladà a l'Estadi Hidalgo. En el procés de retorn a Primera Divisió el club fou campió a Segona i posteriorment a Primera B les temporades 1966-67, 1991-92, 1995-96 i Hivern 1997. La seva època daurada comença a la màxima categoria la temporada de l'Hivern 1999, on es proclama campió nacional. Repetí campionat els anys 2001, 2003, 2006 i 2007.
També destacà a nivell internacional. Durant els anys 2000 el club es proclamà campió de la Copa de Campions de la CONCACAF tres cops, un de la Superlliga Nord-americana i un de la Copa Sud-americana (el 2006).

## Palmarès

### Nacional

#### Era Amateur
- Lliga Amateur del Districte Federal: (3) 1904-1905, 1917-1918, 1919-1920
- Copa Tower: (2) 1908, 1912

#### Era Professional
- Lliga mexicana de futbol: (7) Hivern 1999, Hivern 2001, Apertura 2003, Clausura 2006, Clausura 2007, Clausura 2016, Apertura 2022
- Primera Divisió A: (2) 1995-96, Hivern 1997
- Copa México de Segona Divisió: (1) 1965-1966
- Segona Divisió B: (1) 1987-1988

### Internacional
- Copa de Campions de la CONCACAF: (6) 2002, 2007, 2008, 2009-10, 2016-17, 2024
- Copa Sud-americana: (1) 2006
- Superlliga Nord-americana: (1) 2007
- Derbi de les Amèriques: (1) 2024
- Copa Challenger: (1) 2024

### Altres
- Copa Pachuca: (2) 2000, 2004